# Philip J. Klass
Philip Julian Klass (8 de Novembro de 1919 em Des Moines, Iowa - 9 de Agosto de 2005 e m Cocoa, Florida) foi um jornalista americano, e investigador de OVNIs, conhecido pelo seu cepticismo em relação aos OVNIs. 